# Evinochori

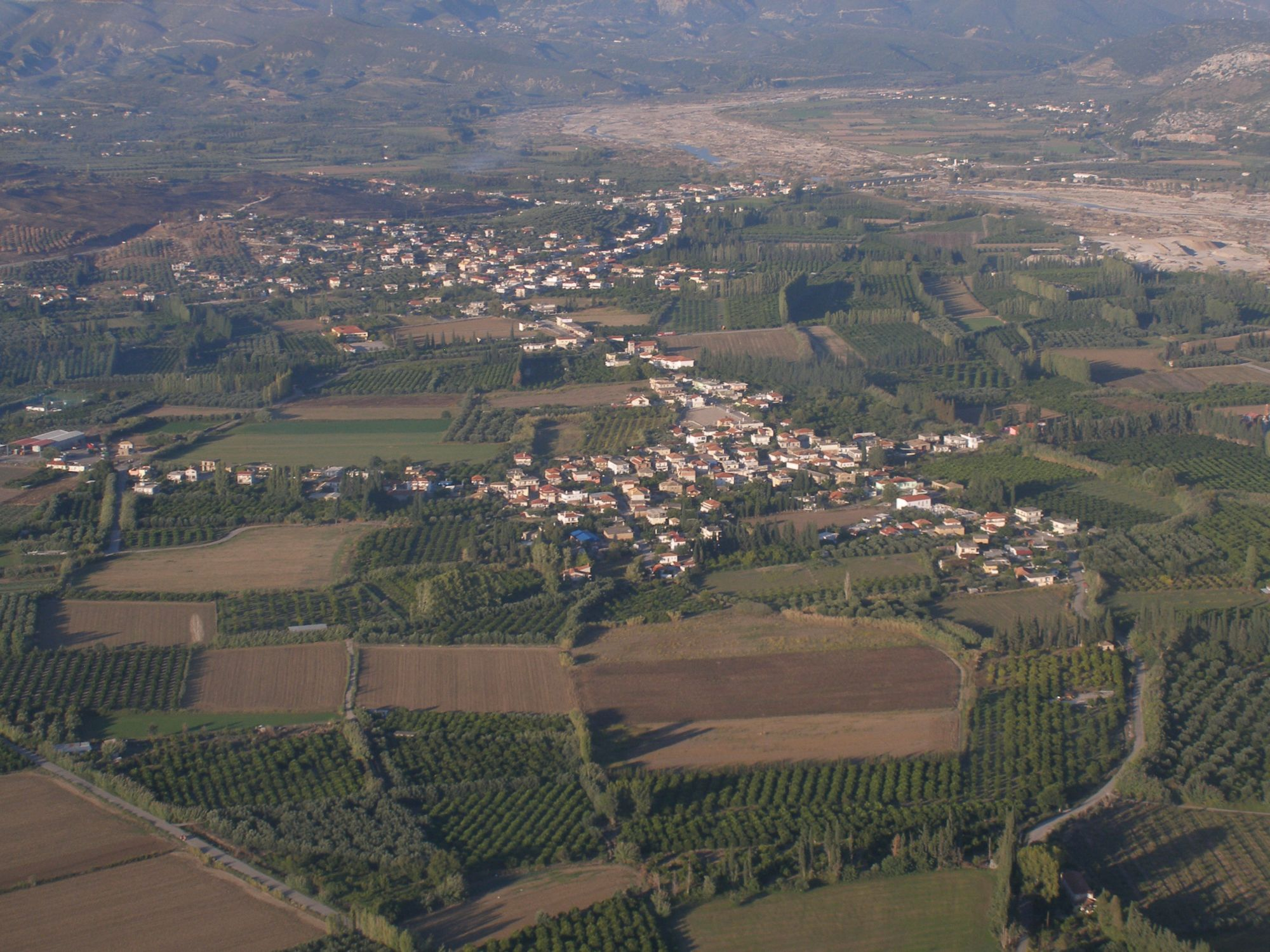
Evinochori

Evinochori (greacă Ευηνοχώρι) este un oraș în Grecia în prefectura Aetolia-Acarnania.